# زبان دوتراکی
زبان دوتراکی یک زبان فراساخته باستانی است که توسط جرج آر. آر. مارتین، نویسندهٔ سری رمان فانتزی ترانه یخ و آتش ابداع شده‌است. این زبان توسط دیوید جی. پترسون، زبان‌شناس آمریکایی برای استفاده در سریال تلویزیونی بازی تاج و تخت گسترش یافته‌است. زبان دوتراکی در حال حاضر از ۳٬۱۶۳ کلمه ایجاد شده‌است. در سال ۲۰۱۲ در ایالات متحده آمریکا ۱۴۶ نوزاد دختر کالیسی نام‌گذاری شدند، کالیسی یک کلمه دوتراکی به معنی ملکه است.
این زبان توسط قوم دوتراکی که آن‌سوی دریای باریک زندگی می‌کنند استفاده می‌شود.